# NGC 94-2
NGC 94-2 (другие обозначения — NPM1G +22.0020, PGC 1670567) — линзообразная галактика (S0) в созвездии Андромеда.
Этот объект не входит в число перечисленных в оригинальной редакции «Нового общего каталога» и был добавлен позднее.